# Raseborg
Raseborg (Fins: Raasepori) is een gemeente en Stad in de Finse provincie Zuid-Finland en in de regio Uusimaa.

## Geschiedenis
Raseborg is een fusiegemeente ontstaan in 2009 door het samenvoegen van de gemeenten Ekenäs, Karis en Pohja.

## Geografie
Raseborg heeft een oppervlakte van 2,354.17 km² waarvan 1,206.47 uit water bestaat en 1.148,34 km² uit land. Raseborg grenst aan de gemeenten Hanko, Kemiönsaari, Salo, Inkoo en Lohja.

## Bevolking
Raseborg heeft een bevolking van 27.306 inwoners (2022), van wie de meeste Zweeds spreken (66,2%). Daarna wordt er het meeste Fins gesproken (31%) en overige talen (2,8%).
In Raseborg is 63,5% tussen de 15 en de 64 jaar oud.